# Anton Maria Schyrleus de Rheita

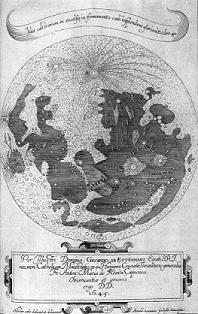
Harta lunară a lui Schyrleus de Rheita (1645)

Anton (sau Antonius) Maria Schyrleus (de asemenea, Schyrl sau Schyrle) de Rheita (1604-1660) (în cehă Antonín Maria Šírek z Reity) a fost un astronom și optician. El a inventat mai multe lentile de mărire și inversoare oculare și a fost creatorul telescopului lui Kepler. „Lucrurile par mai vii cu telescopul binocular”, scria el, „de două ori mai mari și mai luminoase, ca să spunem așa”. Telescopul său binocular este precursorul binoclului.

## Biografie
Există două povești diferite cu privire la primii ani de viață ai lui Rheita. Relatarea cea mai populară susține că el este de origine cehă, fiind născut în 1597. Potrivit acestei relatări, el era preot și membru al ordinului călugărilor capucini din Rheita, Boemia, de unde provine și numele său. La izbucnirea Războiului de Treizeci de Ani în 1618, el a părăsit ordinul și s-a stabilit în Belgia.
Relatarea cealaltă, mult mai probabilă, susține că Schyrleus s-a născut în 1604 la Reutte, Austria. După ce s-a alăturat ordinului augustinian în 1622, a fost trimis la Universitatea din Ingolstadt, unde a urmat probabil cursuri de astronomie și a învățat cum se fabrică lentilele. După absolvire, el nu s-a mai întors la mănăstire, ci a intrat în ordinul fraților capucini, care l-a trimis la Linz în 1636, unde a predat filozofia. Aici, el a intrat în serviciul lui Kurfürst Philipp Christoph von Sötern, arhiepiscopul de Trier și Speyer, care era ținut captiv de către împăratul Ferdinand al III-lea. Arhiepiscopul l-a trimis într-o misiune pentru a negocia cu Papa Urban al VIII-lea. Împăratul a considerat această activitate diplomatică ca o formă de spionaj și i-a interzis lui Schyrleus să mai revină în țară în 1641.
 De aici încolo, ambele relatări despre viața lui Schyrleus sunt identice.
În anii 1640 a fost profesor de filosofie la Trier. În 1642 se afla la Köln, unde a realizat observații astronomice și măsurători optice, iar în 1643 a apărut lucrarea sa Novem stellae circa Jovem visae, circa Saturnum sex, circa Martem nonnullae („Nouă stele văzute în jurul lui Jupiter, șase în jurul lui Saturn, mai multe în jurul lui Marte”). În 1645 el a publicat Oculus Enoch et Eliae, siue, Radius sidereomysticus, o lucrare foarte influentă despre optică și astronomie.

## Optică
Oculus Enoch et Eliae, pe lângă descrierea uneia dintre invențiile sale, o lentilă pentru telescopul lui Kepler, care reda o imagine inversată, conținea, de asemenea, o secțiune lungă de telescopuri binoculare, care i-a influențat foarte mult pe alți opticieni și fabricanți de telescoape în secolul următor. Secțiunea sa de telescoape binoculare nu este ilustrată, dar metodele pe care le descrie au devenit tehnici de fabricație standard pentru mai mulți ani.
O altă gravură din această carte arată un dispozitiv de rectificare a lentilelor.

## Observații astronomice
Schyrleus a fost un anticopernician hotărât. În prefața la cartea sa, care includea o dedicație către a Isus Hristos și Ferdinand al III-lea, Schyrleus a declarat cu îndrăzneală că, după ce a meditat o lungă perioadă de timp cu privire la sistemele lui Ptolemeu, Copernic, Tycho Brahe și alți astronomi, el a fost convins că toți acești oameni de știință au avansat teorii inutile. El a dedicat lunile lui Jupiter Papei Urban al VIII-lea, numindu-le Astres Urbanoctavianes. De asemenea, a scris că Saturn avea doi „tovarăși” și că aceștia erau periodic eclipsați de planetă. El a dedus că ei aveau orbite independente proprii și că iluminau planeta Saturn, care avea nevoie de lumină deoarece era de o sută de ori mai puțin luminată de Soare decât Pământul. A afirmat că în 1642, la Köln, el a văzut trecând prin fața Soarelui o trupă (turnam) de stele căzătoare care urmau una după alta în timpul unei perioade de paisprezece zile și că strălucirea Soarelui a fost slăbită considerabil de aceasta.
În ceea ce privește viața extraterestră, Schyrleus a scris: „Dacă Jupiter are... locuitori, ei trebuie să fie mai mari și mai frumoși decât locuitorii Pământului, în raport cu [dimensiunea] celor două sfere”. Cu toate acestea, el nu a îndrăznit să confirme existența ființelor jupiteriene din cauza unor dificultăți teologice; Schyrleus s-a întrebat, de exemplu, dacă ființele de pe alte planete și-au păstrat starea lor primitivă de nevinovăție sau dacă acestea suferă de pe urma păcatului originar precum oamenii.

## Luna
Schyrleus a inclus, de asemenea, o hartă a Lunii în Oculus Enoch et Eliae. Aceasta era prima reprezentare a Lunii așa cum se vede printr-un telescop cu lentile inversate (și, astfel, Luna este inversată în ilustrație, cu Polul Sud în partea de sus). Craterul Tycho, de exemplu, a fost inclus pe hărțile lunare în anul 1645, atunci când Schyrleus l-a reprezentat în lucrarea sa. Harta lui, cu toate acestea, nu a intrat în uzul curent, deoarece a fost înlocuită de cele realizate de Hevelius și de iezuiții Giovanni Battista Riccioli și Francesco Maria Grimaldi (1650-1651). În 1647 Schyrleus a publicat un grafic lunar cu un diametru de 19 cm.
Se poate ca el să fi petrecut ceva timp în Italia, dar este sigur că a murit la Ravenna. Nu se știe de ce se afla acolo în acel timp.

## Moștenire
El este creditat cu aducerea în dicționarul științific al termenilor „ocular” și „obiectiv” (așa cum sunt folosite în optică). Craterul lunar Rheita este numit după el. Prin extensie, valea lunară Vallis Rheita, unde se află craterul (în capătul de nord-vest), este, de asemenea, numită după Schyrleus.